# Centros-arrest
Het Centros-arrest is een prejudiciële beslissing van het Europees Hof van Justitie van 9 maart 1999 (zaak C-212/97), inzake de vrijheid van vestiging van een vennootschap, en vrije nevenvestiging van een filiaal.

## Casus en procesverloop
Betrokkenen:
- Centros Ltd, een op 18 mei 1992 in Engeland en Wales ingeschreven private limited company[2],
- Erhvervs- og Selskabsstyrelsen (algemene directie handel en vennootschappen), hierna „Styrelse” genoemd, dat valt onder het Deens Ministerie van Handel,
- het echtpaar M. Bryde en T. Bryde, directeur-aandeelhouder en aandeelhouder, Deens onderdanen.

Centros private limited company (Ltd.) is een vennootschap naar Engels recht
welke door een Deens echtpaar in Engeland werd opgericht om de vereisten voor oprichting volgens het Deense vennootschapsrecht, in het bijzonder de verplichte kapitaalinbreng, te omzeilen.

3. Blijkens de stukken in het hoofdgeding heeft Centros sinds haar oprichting geen enkele activiteit ontplooid. Daar de wetgeving van het Verenigd Koninkrijk ten aanzien van besloten vennootschappen geen enkel vereiste stelt met betrekking tot een minimumbedrag aan maatschappelijk kapitaal noch de storting van kapitaal, werd het maatschappelijk kapitaal van Centros, ten bedrage van 100 UKL, niet gestort noch voor gebruik door de vennootschap ter beschikking gesteld. Het kapitaal is verdeeld in twee aandelen, die toebehoren aan T. Bryde en M. Bryde, in Denemarken woonachtige Deense onderdanen. M. Bryde is directeur van Centros, gevestigd in het Verenigd Koninkrijk, ten huize van een vriend van T. Bryde.

6. In de zomer van 1992 verzocht M. Bryde het Styrelse, een filiaal van Centros in Denemarken in te schrijven.

7. Het Styrelse weigerde de inschrijving [in het handelsregister] onder meer op grond dat Centros, die geen enkele bedrijfsactiviteit in het Verenigd Koninkrijk ontplooide, in werkelijkheid trachtte in Denemarken niet een filiaal, maar een hoofdvestiging op te richten, met omzeiling van de nationale voorschriften inzake onder meer de storting van een minimumkapitaal, dat bij wet (...) op 200.000 DKR was gesteld.

9. Het Østre Landsret stelde het Styrelse in een arrest van 8 september 1995 in het gelijk. Daarvan ging Centros in hoger beroep bij het Højesteret.

10. In het kader van deze procedure stelt Centros, dat zij voldoet aan de in de [Deense] wet op de besloten vennootschappen gestelde voorwaarden voor inschrijving van een filiaal van een buitenlandse vennootschap.
Aangezien zij in het Verenigd Koninkrijk wettig is opgericht, is zij ingevolge artikel 52 juncto artikel 58 van het EG-Verdrag gerechtigd in Denemarken een filiaal op te richten.

Het Deens hooggerechtshof heeft het Hof van Justitie gevraagd om een prejudiciële beslissing.

## Rechtsvraag
Mag het Styrelse de inschrijving van Centros weigeren? (Neen.)

## Uitspraak Hof
Het omzeilen van de voorschriften in het Deense vennootschapsrecht inzake kapitaalinbreng en stortingsverplichting
is geen misbruik van (gemeenschaps)recht.

26. In het concrete geval van het hoofdgeding zij erop gewezen, dat de nationale bepalingen die de belanghebbenden hebben getracht te omzeilen, regels zijn betreffende de oprichting van vennootschappen en niet regels inzake de uitoefening van bepaalde beroepsactiviteiten. De verdragsbepalingen inzake de vrijheid van vestiging beogen juist, vennootschappen die in overeenstemming met de wetgeving van een lidstaat zijn opgericht en die hun statutaire zetel, hun hoofdbestuur of hun hoofdvestiging binnen de Gemeenschap hebben, in staat te stellen door middel van een agentschap, een filiaal of een dochtervennootschap activiteiten in andere lidstaten te ontplooien.

27. In die omstandigheden is er nog geen sprake van misbruik van het recht van vestiging wanneer een onderdaan van een lidstaat die een vennootschap wil oprichten, besluit deze op te richten in de lidstaat waar de regels van vennootschapsrecht hem minder beperkingen opleggen, en in andere lidstaten filialen op te richten. Immers, het recht om een vennootschap op te richten in overeenstemming met de wetgeving van een lidstaat en filialen in het leven te roepen in andere lidstaten, is inherent aan de uitoefening, binnen een gemeenschappelijke markt, van de door het Verdrag gewaarborgde vrijheid van vestiging.

Krachtens het gemeenschapsrecht mag het Styrelse de inschrijving van Centros niet weigeren.

[dictum] De artikelen 52 en 58 EG-Verdrag verzetten zich ertegen, dat een lidstaat de inschrijving weigert van een filiaal van een vennootschap die is opgericht in overeenstemming met de wetgeving van een andere lidstaat, waar zij gevestigd is maar geen bedrijfsactiviteiten ontplooit, wanneer het filiaal wordt opgericht met de bedoeling dat de betrokken vennootschap haar volledige activiteit kan ontplooien in de staat waar dit filiaal wordt opgericht, waardoor in laatstgenoemd land geen vennootschap hoeft te worden opgericht en aan toepassing van de voorschriften inzake de oprichting van vennootschappen, die aldaar strenger zijn met betrekking tot de storting van een minimumbedrag aan maatschappelijk kapitaal, wordt ontkomen.

Deze uitlegging sluit echter niet uit, dat de autoriteiten van de betrokken lidstaat alle maatregelen kunnen treffen ter bestrijding of bestraffing van fraude, hetzij ten aanzien van de vennootschap zelf, in voorkomend geval in samenwerking met de lidstaat waar zij is opgericht, hetzij ten aanzien van vennoten waarvan wordt aangetoond dat zij, via de oprichting van een vennootschap, in werkelijkheid trachten zich te onttrekken aan hun verplichtingen jegens particuliere of openbare schuldeisers die op het grondgebied van de betrokken lidstaat gevestigd zijn.

## Conclusie
De weigering tot inschrijving is in strijd met de vrijheid van vestiging van een vennootschap.

## Tot besluit
Dit arrest kreeg in Nederland een vervolg in het arrest Kamer van Koophandel/Inspire Art.